# Jérôme Dufromont
Jérôme Dufromont, né le 13 février 1913 à Courtrai (Flandre-Occidentale) et mort le 23 octobre 1986 dans la même ville, est un coureur cycliste belge, professionnel de 1936 à 1951. 

## Palmarès
- 1934
  - 3e de Gand-Wevelgem
- 1935
  - 2e de Gand-Wevelgem
- 1936
  - 2e du Grote Prijs Dr. Eugeen Roggeman
- 1937
  - 2e des Trois Villes Sœurs
  - 3e de Paris-Arras
- 1938
  - 1re étape du Tour du Nord
  - 3e du Tour du Nord
  - 6e du Liège-Bastogne-Liège
- 1939
  - Classement général du Tour du Nord
  - 8e du Liège-Bastogne-Liège
- 1942
  - 2e du Grand Prix Briek Schotte
  - 3e du Grand Prix Marcel Kint
- 1943
  - 3e du Circuit des Monts flandriens
  - 7e de la Flèche wallonne
- 1946
  - Circuit des régions frontalières
  - Coupe Sels
  - 2e de Paris-Arras
  - 2e des Trois Villes Sœurs
- 1947
  - 2e étape du Tour de Belgique
  - Grand Prix des Routiers
- 1949
  - 3e du Circuit des Monts flandriens

## Résultats sur les grands tours

### Tour d'Italie
- 1948 : abandon